# Salmo letnica
Salmo letnica (nota in italiano come trota del lago di Ocrida, in lingua macedone come letnica ed in lingua albanese come koran) è una specie o un complesso di specie di pesci ossei della famiglia Salmonidae

## Distribuzione e habitat
S. letnica è endemica del lago di Ocrida, posto nella regione balcanica sudoccidentale, al confine tra Albania e Macedonia.

Frequenta le acque libere del lago, a profondità fino a 80 metri.

## Descrizione
La trota del lago di Ocrida è una specie di grandi dimensioni (raggiunge almeno i 60 cm di lunghezza), simile come aspetto generale alla trota comune ma caratteristica per la testa piuttosto piccola rispetto al corpo. Il colore del corpo è argenteo con piccole macchie nere sparse, in maggior numero sulla parte superiore. Lungo la linea laterale è di solito presente una fila di macchie rosse. Le pinne pettorali e ventrali sono rossicce o aranciate, le pinne dorsale, anale e caudale sono più scure e sparse di piccole macchie scure.

## Biologia
Si nutre di pesci e crostacei. si riproduce nei mesi invernali.

## Tassonomia
Questa specie è stata tradizionalmente suddivisa in quattro varietà (o sottospecie o vere specie a seconda delle preferenze dei singoli ittiologi) distinte in base al luogo e al periodo della fregola, al colore delle carni e ad alcuni caratteri dello scheletro:
- S.aphelios
- S.balcanicus
- S.letnica
- S.lumi

Il fatto che per decenni questa specie sia stata allevata in impianti di piscicoltura a scopo di ripopolamento e che in questi allevamenti i ceppi siano stati mescolati dando luogo ad estesi fenomeni di ibridazione non aiuta a discernere il reale status tassonomico di Salmo letnica.
Da notare che anche la specie Salmo ohridanus è presente nel lago di Ocrida ma non ha alcun rapporto filogenetico ed evolutivo con S. letnica.

## Pesca
La pesca, sia professionale che sportiva è vietata fin dal 2005. Date le ottime carni si possono trovare in commercio (a prezzi esorbitanti) esemplari di allevamento.

## Conservazione
Si sa poco dello stato di conservazione di questa specie, da quando è stata bloccata la pesca si è avuta una ripresa delle popolazioni, che comunque sono ancora minacciate dal bracconaggio.